# Paravibrissina aurigera
Paravibrissina aurigera là một loài ruồi trong họ Tachinidae.